# Fernand Pauriol
Fernand Pauriol Duval (* 13. September 1913 in Mallemort, Département Bouches-du-Rhône; † 12. August 1944 in Fresnes, Département Val-de-Marne) war ein französischer Redakteur und einer der Leiter der Résistance.

## Leben
Fernand Pauriol ist aufgewachsen in einer Bauernfamilie im unteren Tal der Durance. Er besuchte die Seefahrtsschule in Marseille, wo er zum Funker für die Handelsmarine ausgebildet wurde.
Er wurde in Limoges Mitglied der Internationalen Roten Hilfe und 1936 Funktionär des Front populaire. Seine journalistischen Talente bewogen François Billoux dazu, ihn zu fördern. Für die kommunistische Partei (PCF) baute er einen illegalen Radiosender auf und legte sich das Pseudonym Duval zu. Während der Illegalität der PCF arbeitete er eng mit Jacques Duclos zusammen.
1942 baute er selbst ein Funkgerät, um eine Verbindung der Résistance zur sowjetischen Botschaft in London herstellen zu können. Er installierte auch noch ein weiteres Funkgerät in Paris für die Widerstandsgruppen der Roten Kapelle. Nach den Verhaftungen in Brüssel wurde er dadurch auch zur wichtigsten Verbindung von Leopold Trepper, insbesondere in der Zeit, als der sein Funkspiel betrieb. Am 13. August 1943 wurde Duval von der Gestapo verhaftet, nach schweren Folterungen am 19. Januar 1944 zum Tod verurteilt und am 12. August 1944 im Gefängnis von Fresnes bei Paris in seiner Zelle erschossen.